# Вільджюнас Йонас Йонович
Йонас Йонович Вільджюнас (29 вересня 1907, маєток Пененяй Вількомірського повіту Ковенської губернії, тепер Литва — 1 листопада 1989, місто Вільнюс, тепер Литва) — радянський діяч органів держбезпеки, міністр внутрішніх справ Литовської РСР, голова Каунаського і Вільнюського міськвиконкомів. Депутат Верховної ради СРСР 4-го скликання.

## Біографія
Народився в селянській родині. У 1920 році закінчив початкову школу в маєтку Дабужяй в Литві. З 1921 до листопада 1927 року працював у господарстві батька в селі Парайщяй Укмерзького повіту.
З 1927 року — на підпільній комсомольській роботі в Укмерзькому повіті. У листопаді 1927 року заарештований та засуджений військовим трибуналом до 10 місяців в'язниці «за належність до нелегальної Комуністичної партії Литви». У жовтні 1928 року вийшов на волю.
З жовтня 1928 до вересня 1933 року працював у господарстві батька та наймитував у селі Парайщяй Укмерзького повіту.
Член Комуністичної партії Литви з листопада 1928 року.
У 1933 році нелегально виїхав до СРСР. З вересня 1933 до червня 1934 року навчався на короткому курсі Міжнародної ленінської школи Комінтерну в Москві.
У травні — червні 1934 року — інструктор нелегального ЦК Комуністичної партії Литви. У червні 1934 року заарештований, до грудня 1935 року сидів у в'язницях в Утені та Паневежисі. У грудні 1935 — грудні 1936 року — інструктор нелегального ЦК Комуністичної партії Литви. У грудні 1936 року заарештований, до червня 1940 року сидів у в'язницях в Каунасі та Щяуляї.
У червні — вересні 1940 року — начальник Паневезького окружного відділу НКВС Литовської РСР.
У вересні 1940 — березні 1941 року — начальник Вільнюського міського відділу НКВС Литовської РСР. У березні — червні 1941 року — начальник Вільнюського міського відділу НКДБ Литовської РСР.
З червня до вересня 1941 року — співробітник НКДБ (НКВС) СРСР у місті Горький. У вересні 1941 — вересні 1942 року — співробітник НКВС СРСР, відряджений до 2-го відділення, потім до 4-го управління НКВС СРСР.
У вересні 1942 — липні 1944 року — командир партизанського загону «Бічюляй» («Друзі») на зайнятій німцями території Білоруської РСР та Литовської РСР.
У липні — вересні 1944 року — співробітник НКДБ Литовської РСР у місті Вільнюсі.
У вересні 1944 — січні 1945 року — секретар партійного комітету НКДБ Литовської РСР.
У січні 1945 — 28 червня 1947 року — помічник народного комісара (з 1946 року — міністра) державної безпеки Литовської РСР із господарських питань.
У червні 1947 — березні 1951 року — 1-й секретар Ленінського районного комітету КП(б) Литви міста Вільнюса.
У березні — вересні 1951 року — заступник міністра легкої промисловості Литовської РСР.
У вересні 1951 — травні 1953 року — голова виконавчого комітету Каунаської міської ради депутатів трудящих.
8 травня — 7 жовтня 1953 року — міністр внутрішніх справ Литовської РСР. 31 грудня 1953 року звільнений в запас із органів МВС.
28 січня 1954 — грудень 1968 року — голова виконавчого комітету Вільнюської міської ради депутатів трудящих.
У грудні 1968 — червні 1976 року — заступник голови Президії Верховної ради Литовської РСР.
З 1976 року — персональний пенсіонер союзного значення у Вільнюсі.
Помер 1 листопада 1989 року у Вільнюсі.

## Звання
- старший лейтенант державної безпеки (20.04.1942)
- майор державної безпеки (11.02.1943)
- підполковник (7.09.1945)

## Нагороди
- два ордени Леніна (5.11.1944, 7.10.1965)
- орден Вітчизняної війни І ст. (11.03.1985)
- два ордени Трудового Червоного Прапора (20.07.1950, 25.07.1971)
- орден Дружби народів (28.09.1977)
- орден «Знак Пошани»
- орден Червоної Зірки (31.05.1945)
- медалі
- Заслужений діяч культури Литовської РСР